# Фабри, Аннибале Пио
Анни́бале Пи́о Фа́бри  (итал. Annibale Pio Fabri), по прозванию Иль-Болонье́зе (итал. Il Bolognese) или Бали́но (итал. Balino; 15 февраля 1696, Болонья, Папская область — 12 августа 1760, Лиссабон, королевство Португалия) — итальянский композитор и оперный певец, один из самых известных теноров эпохи барокко.

## Биография
Аннибале Пио Фабри родился в Болонье 15 февраля 1696 года у Антонио Фабри и Маддалены, урождённой Кремаски. Обучался музыке и пению у композитора и певца-кастрата Франческо Пистокки в его школе пения в Болонье. В 1711 году, в возрасте пятнадцати лет, дебютировал как певец, исполнив женские партии в двух операх Антонио Кальдары, представленных во время карнавала в Риме во Палаццо Русполи.

### Начало карьеры
Его дебют как тенора состоялся между 7 и 30 июня 1716 года на сцене театра Формальяри в Болонье в опере «Аларих, король готов» (итал. Alarico re dei Goti) композитора Джованни Баттисты Бассани. Вскоре после этого он переехал в Венецию, где выступал со званием «виртуоза» ландграфа Гессен-Дармштадта до конца 1717 года. Здесь на сцене театра Сант-Анджело исполнил главные партии в двух операх Антонио Вивальди — «Арсильда, королева Понта» (итал. Arsilda regina di Ponto) и «Коронация Дария» (итал. L'incoronazione di Dario) и в опере «Целомудрие Пенелопы» (итал. Penelope la casta) композитора Фортунато Келлери. А на сцене театра Сан-Джованни-Хризостомо спел в операх «Фока Великий» (итал. Foca Superbo) Антонио Лотти и «Германик» (итал. Germanico) Антонио Поллароло.
В 1717 году был принят в Филармоническую академию в Болонье. В 1718—1719 годах пел в Риме на сцене театра Капраника во время карнавала. Во время первого сезона исполнил партию в опере «Вероника, королева Египта, или Скачки Любви и Политики» (итал. Berenice regina di Egitto overo Le gare di Amore e di Politica) композиторов Джузеппе Скарлатти и Николы Порпоры. Во время следующего сезона пел в операх «Астином» (итал. Astinome) Карло Франческо Поллароло и «Марк Аттилий Регул» (итал. Marco Attilio Regolo) Алессандро Скарлатти.
В ноябре 1719 года стал академиком-композитором Филармонической академии в Болонье, после представленной им оратории «Славься Царица» (лат. Salve Regina) для 4 голосов в сопровождении струнных. Тогда же в Болонье для ораторианцев им были написаны оратории «Мученичество святого Полиевкта» (итал. Il martirio di San Polieuto) и «Мученичество святого Ланно» (итал. Il martirio di San Lanno). Между 1725 и 1735 годами, в несколько этапов, сочинил мессу в честь святого Антония Падуанского, покровителя Филармонической академии в Болонье.

### Расцвет карьеры
Во время карнавалов 1719 и 1720 годов пел в Риме на сцене театра Алиберт в операх «Любовь и величие» (итал. Amore e maestà) и «Фарамондо» (итал. Il Faramondo) композитора Франческо Гаспарини. В 1720—1722 годах уже в Венеции исполнил партии в операх «Гризельда» (итал. Griselda) Джузеппе Марии Орландини, «Плавтилла» (итал. Plautilla) Антонио Поллароло и «Юлий Флавий Крисп» (итал. Giulio Flavio Crispo) Джованни Марии Капелли. Во время карнавала 1721 года снова в Риме исполнил главную партию в опере «Артаксеркс» (итал. Artaserse), приписываемой Леонардо Лео.
Сезон 1722—1723 годов провёл в Неаполе, где пел только главные партии в опере «Баязет, султан турок» (итал. Bajazete imperador de' Turchi) Леонардо Лео, представленной в королевском дворце, затем на сцене театра Сан-Бартоломео в операх «Партенопея» (итал. Partenope) Доменико Сарро (главную женскую партию исполняла его супруга Анна Бомбачари), «Публий Корнелий Сципион» (итал. Publio Cornelio Scipione) Леонардо Винчи, «Любовь для царства» (итал. Amare per regnare) Николы Порпоры, «Сифаче» (итал. Siface) Франческо Фео и «Траян» (итал. Traiano) Франческо Манчини, и, наконец, снова в королевском дворце, в опере «Сулла диктатор» (итал. Silla dittatore) Леонардо Винчи.
В 1724 году вернулся в Болонью. В 1725 году он был избран главой (итал. il principe) Филармонической академии в Болонье, и после переизбирался на эту должность в 1729, 1743, 1747 и 1750 годах. В 1727 году на сцене театра Пергола во Флоренции спел в опере Антонио Вивальди «Гиперменстра» (итал. Ipermestra). В 1727—1728 годах в Венеции исполнил главные партии в операх «Ариадна и Тесей» (итал. Arianna e Teseo) Николы Порпоры, «Дразнящее непостоянство» (итал. L'incostanza schernita) Томмазо Альбинони и «Аджено» (итал. Ageno) Леонардо Лео.

### Сотрудничество с Генделем
В июле 1729 года Аннибале Пио Фабри, вместе с супругой, был нанят композитором Георгом Фридрихом Генделем для Королевской академии в Лондоне. Его дебют на сцене Королевского театра состоялся 2 декабря 1729 года. Он исполнил партию Беренгария в первой постановке оперы «Лотарь» (итал. Lotario) Георга Фридриха Генделя, которую композитор написал специально для певца. До мая 1731 года Аннибале Пио Фабри спел ещё в нескольких его операх, которые были поставлены на сценах Королевского театра и театра Хеймаркет.
В ноябре 1730 года он исполнил главную партию в опере «Публий Корнелий Сципион» (итал. Publio Cornelio Scipione). Специально для него композитор переписал эту партию, изначально предназначавшуюся для певца-кастрата. Им также были исполнены партии Сикста в «Юлии Цезаре», Эмилио в «Партенопее», Араспа в «Птоломее», Ормизды в «Ормизде», Александра в «Порусе, короле индийцев», Готфрида в «Ринальдо» и Гримоальда в «Роделинде». Ему же предназначалась партия Атона в «Аделаиде», но этот проект так и не был реализован.

### Завершение карьеры
После двух сезонов в Лондоне, в 1732 году переехал в Вену. Большим поклонником таланта певца и композитора был император Карл VI, который не только наградил его званиями «музыканта» и «виртуоза», но в 1733 году по доверенности стал крёстным отцом его сына.
Из Вены певец вернулся в Болонью. С 1735 по 1737 год выступал на сценах театров Модены, Венеции и Генуи. В 1738—1739 годах в Мадриде пел в семи операх, три из которых принадлежали композитору Иоганну Адольфу Хассе. В 1744 и 1746 годах исполнил главные партии на премьерах опер Николы Порпоры «Эцио» (итал. Ezio) во Флоренции и «Луций Папирий диктатор» (итал. Lucio Papirio dittatore) в Неаполе. В 1750 году завершил карьеру оперного певца и стал кантором королевской капеллы в Лиссабоне.
Аннибале Пио Фабри умер 12 августа 1760 года в Лиссабоне, в королевстве Португалия.

## Творческое наследие
Известно лишь об одной опере композитора — «Александр в Индии» (итал. Alessandro nell'Indie) по либретто Пьетро Метастазио. Он также является автором нескольких ораторий и сочинений церковной музыки, особо отмеченных Джованни Баттистой Мартини. Им был написан учебник пения «Сольфеджио для сопрано» (итал. Solfeggi per soprano).